# Wolfgang Solz
Wolfgang Solz, né le 12 février 1940 à Francfort et décédé le 24 mars 2017, est un footballeur international allemand qui évolue au poste de milieu de terrain.

## Biographie
Avec le club de l'Eintracht Francfort, il dispute 175 matchs en première division allemande, inscrivant 63 buts. Il réalise sa meilleure performance lors de la saison 1963-1964, où il inscrit 14 buts.
Le 7 décembre 1963, il inscrit un triplé, sur la pelouse du FC Sarrebruck. Le 18 février 1967, il inscrit un nouveau triplé, lors de la réception de Hanovre.
Wolfgang Solz reçoit deux sélections en équipe d'Allemagne. Il joue son premier match le 24 octobre 1962, en amical contre la France (match nul 2-2 à Stuttgart). Il joue son second match le 29 avril 1964, en amical contre la Tchécoslovaquie (victoire 3-4 à Ludwigshafen).